# Arctella subnivalis
Arctella subnivalis är en spindelart som beskrevs av S. V. Ovtchinnikov 1989. Arctella subnivalis ingår i släktet Arctella och familjen kardarspindlar. Inga underarter finns listade i Catalogue of Life.